# Cucullaea labiata
Cucullaea labiata is een tweekleppigensoort uit de familie van de Cucullaeidae. De wetenschappelijke naam van de soort is voor het eerst geldig gepubliceerd in 1786 door Lightfoot.
Rechter en linker klep van hetzelfde exemplaar:

Rechter klep
Linker klep